# Ranshaw
 (août 2025).
Ranshaw est une census-designated place située dans le comté de Northumberland, dans l’État de Pennsylvanie, aux États-Unis. Lors du recensement de 2020, elle compte 176 habitants.